# Kevin Warwick
Pour les articles homonymes, voir Warwick.
Kevin Warwick, né le 9 février 1954 à Coventry en Angleterre, est un scientifique britannique et professeur de cybernétique à l'Université de Coventry, au Royaume-Uni. Il est probablement le plus connu pour ses études sur les interfaces directes entre les systèmes informatiques et le système nerveux humain, mais il a fait beaucoup de recherches dans le domaine de la robotique. Il s'est greffé des électrodes dans son bras qui sont directement reliées à son système nerveux et y a relié un ordinateur. Il a pu ainsi commander un ordinateur, ou encore une chaise roulante. Après avoir enregistré l'activité nerveuse de son bras sur un ordinateur lorsqu'il le mettait en mouvement, il a réussi à faire commander son bras par un ordinateur. Il a fait la promesse de créer une puce permettant à deux êtres humains de parler par télépathie pour 2015.

## Biographie
Kevin Warwick est né en 1954 à Coventry au Royaume-Uni. Il alla à la Lawrence Sheriff School à Rugby dans le Warwickshire. Il quitta l'école en 1970 pour travailler à British Telecom à l'âge de 16 ans. En 1976, il obtint son premier degré à l'Aston University, puis son Philosophiæ doctor et un poste de chercheur à l'Imperial College London.
Il travailla ensuite dans les universités d'Oxford, Newcastle et Warwick et en 1987 fut nommé à la chaire de cybernétique à l'université de Reading. Warwick est un ingénieur certifié au Royaume-Uni, membre de l'Institution of Engineering and Technology et du City and Guilds of London Institute. Il est professeur à l'Université technique de Prague et membre de l'Université de l'Illinois à Urbana-Champaign. Il est aussi directeur du centre Knowledge Transfer Partnerships de l'université de Reading, centre qui fait le lien entre l'université et les entreprises. Il est aussi dans le conseil d'administration de l'Instinctive Computing Laboratory de l'Université Carnegie-Mellon. Il a obtenu ses doctorats en sciences de l'Imperial College London et de l'Académie des sciences de la République tchèque de Prague.
Pour Kevin Warwick : dans le futur, il y aura « deux espèces distinctes », les augmentés et les « naturels ». « Ceux qui désireront rester humains et refuseront de s’améliorer auront un sérieux handicap. Ils constitueront une sous-espèce et formeront les chimpanzés du futur », explique-t-il dans son livre rédigé en 2002, I, Cyborg (« Moi, le cyborg »).

## Référence
- (en) Cet article est partiellement ou en totalité issu de l’article de Wikipédia en anglais intitulé « Kevin Warwick » (voir la liste des auteurs).

1. ↑  Cyril Fievet, « Puce dans le cerveau : la télépathie en ligne de mire », InternetActu.net,‎ 27 janvier 2004 (lire en ligne)